# Gutemberg Brauer Leão
Gutemberg Brauer Leão (Carlos Chagas, 31 de julho de 1970) é um ex-futebolista brasileiro que atuava como volante.

## Carreira
Revelado nas categorias de base do Venda Nova, profissionalizou-se em 1987 no América Mineiro e permaneceu no Coelho por 8 temporadas, conquistando o Campeonato Mineiro de 1993. Foi para o rival Atlético em 1995, vencendo o Campeonato Mineiro no mesmo ano. 
Após uma rápida passagem pelo Guarani, voltou ao Galo em 1996. Em sua segunda passagem pelo Atlético, Gutemberg integrou o elenco que venceu a Copa Conmebol e a Copa Centenário de Belo Horizonte, ambas realizadas em 1997. O volante, que deixou o Atlético ao final da temporada (99 partidas e nenhum gol), passou também por Sport Recife, Gama, Matonense e ABC, último clube de sua carreira profissional, encerrada aos 30 anos.

## Agressão
Em 1996, durante um jogo entre Atlético e Cruzeiro, Gutemberg foi para cima do goleiro Bassey William Andem, que agredira o atacante Euller com um soco, após o Filho do Vento driblar o camaronês e ser agredido com um chute. Revoltado, William deu um soco no volante, que caiu inconsciente no gramado. Tanto Gutemberg (já recuperado da agressão) quanto o goleiro foram expulsos da partida.

## Boato
Em 2021, um vídeo circulou na internet de que o ex-jogador do Atlético Mineiro Gutemberg havia virado mendigo e estava morando nas ruas. Coisa que o próprio atleta desmentiu.

## Títulos
América-MG
- Campeonato Mineiro: 1993[2]

Atlético-MG
- Campeonato Mineiro: 1995[2]
- Copa Conmebol: 1997[2]
- Copa Centenário de Belo Horizonte: 1997[2]

Sport
- Campeonato Pernambucano: 1998 e 1999

Gama
- Campeonato Brasiliense: 2000